# Gemini 5
Gemini 5 – trzeci załogowy lot programu Gemini. Podczas ośmiodniowej misji został pobity rekord ustanowiony w trakcie poprzedniego lotu (Gemini  4), gdy James McDivitt i Edward Higgins White spędzili cztery dni na orbicie. Tym razem astronauci odbyli lot zbliżony pod względem czasu trwania do podróży na Księżyc i z powrotem. Był to również drugi już rekord Gordona Coopera, którego pierwszym osiągnięciem był 34-godzinny lot w programie Mercury. Podczas misji Gemini 5 po raz pierwszy użyto ogniw paliwowych do wytwarzania energii elektrycznej.

## Cele misji
Podstawowym celem, jaki stawiano misji Gemini 5, było przetestowanie statku i załogi w warunkach długotrwałego przebywania w przestrzeni kosmicznej. Poza tym prowadzono próby systemu nawigacyjnego (Guidance and Navigation System). Elementem tych ćwiczeń miało być spotkanie kapsuły z dołączonym od niej subsatelitą (Radar Evaluation Pod). Cele drugoplanowe obejmowały sterowane przejście przez atmosferę i ocenę działania ogniw paliwowych, a także przeprowadzenie wszystkich manewrów niezbędnych, by zbliżyć się do subsatelity i utrzymać zaplanowaną pozycję względem niego. Podczas spotkania manewry mieli przeprowadzać obaj astronauci. Przygotowano także 17 eksperymentów, które miały zostać przeprowadzone na pokładzie statku. Sześć eksperymentów miało charakter militarny. Pentagon wykorzystał lot do zbadania między innymi możliwości przechwytywania sztucznych satelitów i prowadzenia zwiadu z kosmosu.

## Załoga
Oficjalny skład załóg NASA ogłosiła 8 lutego 1965 r.

### Podstawowa
- Gordon Cooper (2) - dowódca
- Charles Conrad (1) - pilot

### Rezerwowa
- Neil Armstrong (1) - dowódca
- Elliott See Jr. (1) - pilot

### CapCom
- Virgil Grissom (Przylądek Canaveral),
- James McDivitt (Houston)
- Edwin Aldrin (Houston)
- Neil Armstrong (Houston)

## Start
Statek Gemini 5 wystartował 21 sierpnia 1965 roku o godzinie 13:59:59 UTC. Pierwotnie start zaplanowano na 19 sierpnia, jednak na przeszkodzie stanęły niesprzyjająca pogoda oraz kłopoty z ogniwami paliwowymi.

## Przebieg lotu
Po dwóch godzinach i 13 minutach lotu od statku oddzielono subsatelitę, który zgodnie ze wskazaniami radaru poruszał się z prędkością dwóch metrów na sekundę względem kapsuły. Niestety, po 22 minutach spadło ciśnienie w ogniwach paliwowych, które zaopatrywały statek w energię elektryczną. Cooper zdecydował, że należy je wyłączyć, co uniemożliwiło wykonywanie jakichkolwiek manewrów i mogło oznaczać wcześniejsze zakończenie misji. Na szczęście wkrótce okazało się, że ogniwa mogą działać nawet przy stosunkowo niskim ciśnieniu tlenu, więc ponownie je włączono, a misja była kontynuowana. Jednak astronauci, w czasie gdy zajmowali się rozwiązywaniem problemu, bezpowrotnie stracili kontakt z subsatelitą. W związku z tym znajdujący się w Centrum Kontroli Misji w Houston w Teksasie Buzz Aldrin opracował alternatywne ćwiczenia, dotyczące spotkania statków na orbicie, które nie wymagały wykorzystania subsatelity. Polegały na „dogonieniu” pozorowanego członu Agena, które pomyślnie przeprowadzono.  Podczas misji astronauci mieli kłopoty ze snem. Zgodnie z planem mieli spać na zmianę, jednak ostatecznie zdecydowali, że muszą uzgodnić swoje cykle snu i aktywności - pracować i spać w tym samym czasie. Problem ten wystąpił zresztą już podczas lotu Gemini 4. Doszli też do wniosku, że muszą zasłaniać okna, ponieważ powolny ruch gwiazd podczas dryfu na orbicie ich dezorientuje. W trzecim dniu misji przeprowadzono ćwiczenia, dotyczące spotkania statków według opracowanych przez Aldrina scenariuszy. Były to pierwsze precyzyjne manewry orbitalne w historii amerykańskiej astronautyki. Astronauci wykonali cztery manewry silnikami OAMS - zmianę apogeum orbity, poprawkę fazową, zmianę płaszczyzny orbity i tzw. manewr koeliptyczny, czyli dopasowanie orbit. Piątego dnia silniczki korekcyjne orbitalnego systemu sterowania przestały działać. Ponieważ astronautom nie udało się rozwiązać problemu, odwołano wszystkie ćwiczenia wymagające zużycia paliwa. Przeprowadzono natomiast większość eksperymentów pokładowych, polegających głównie na wykonaniu fotografii. Opublikowano 26. zdjęć terytorium Chińskiej Republiki Ludowej i pięć zdjęć terytorium Kuby. Astronauci zauważyli dwie z trzech startujących rakiet oraz wykonali sześć zdjęć lecącej rakiety.Zauważyli również dwa z trzech znaków rozpoznawczych oraz jeden lotniskowiec i niszczyciel.

### REP
Gemini 5 został wyposażony w subsatelitę REP (Rendez-vous Evaluation Pod – Głowica do sprawdzenia operacji spotkania). Urządzenie to popularnie nazywane Małym nicponiem zawierało głównie aparaturę elektroniczną i migacze wysyłające silne błyski świetlne. Przekaźniki wysyłały impulsy w kierunku obiektu ścigającego – Gemini 5. Po odpowiedniej obróbce na pokładzie statku astronauci otrzymywali dane dotyczące obiektu ściganego.

## Wodowanie
Misja została skrócona o jedno okrążenie. Sztorm tropikalny Betsy przeszedł w huragan i zespół ratowniczy usunął się z jego trasy. Przesunął się na północny zachód w okolicę wyspy Grand Turk Island. Statek Gemini 5 wodował 29 sierpnia o godzinie 12:55:13 UTC na zachodnim Atlantyku w odległości 169 km od zaplanowanego miejsca. Rezerwowy zespół ratunkowy z niszczyciela USS "Du-Pont" przetransportował astronautów helikopterem na pokład lotniskowca USS "Lake Champlain" w ciągu półtorej godziny.

## Ciekawostki
Jeden z zegarów w Centrum został tak ustawiony, by wskazywać czas 119 godzin i 6 minut. Był to czas lotu Walerija Bykowskiego w Wostoku 5. W tym czasie był to najdłuższy lot człowieka w Kosmosie. W chwili startu zegar rozpoczął odliczanie wsteczne. Gdy zegar wskazał zero Chris Kraft oświadczył – „Ameryka właśnie ustanowiła nowy rekord w kosmosie”.
W trakcie tej misji powstała kolejna tradycja. Astronauta McDivitt zaproponował, żeby obudzić załogę, nadając przez głośniki jazz w wykonaniu Ala Hirta.